# Тимофій II Константинопольський
Тимофій Мармарінос — єпископ Православної Церкви, який жив наприкінці XVI та на початку XVII століть. Він був митрополитом Старих Патр і Вселенським патріархом.

## Біографічні дані
Він народився в Панормосі Кізікосі в Малій Азії. Він був скромним і шанобливим до жінок, але його також вважали латинофілом.
28 лютого 1601 року він був висвячений на митрополита Старих Патр, і цей титул зберігав до 1612 року, коли його було обрано Вселенським патріархом.
За однією з версій, коли Неофіт II помер, Кирило Лукаріс став наглядачем, щоб залишитися патріархом. Проте група з чотирьох ієрархів, у тому числі Тимофій, пообіцяла збільшити щорічний податок церкви до 8000 грошей і добилася обрання Тимофія Патріархом, скинувши Лукаріса. Як тільки Тимофій став патріархом, він з особливою жорстокістю переслідував Кирила Лукаріса. У 1614 році він перебудував і розширив невелику на той час церкву Святого Георгія у Фанарі, куди Патріархат був перенесений з 1601 року, і купив сусідню будівлю для нового Патріаршого будинку.
Повідомляється, що він був дружнім до Риму і що в 1615 році він написав листа Папі Павлу V, визнаючи його вищим, але відкрито й офіційно не заявляв про підкорення. У 1615 році він також скликав синод за участю єрусалимського патріарха Феофаніса, який вирішив позбавити влади митрополита Угорської Валахії Лукаса. Інший синод за участю Патріархів Александрійського Кирила (Лукаріса) та Єрусалимського Феофана позбавив влади архієпископа Синайського Лаврентія, який наважився одягнути митру під час відправи Божественної Літургії. У березні 1620 року він видав сігілліум, яким підтвердив рішення синоду гори Афон щодо кордонів між монастирями Дохіару та Ксенофонта.
Він помер у Константинополі в березні 1621 або 1622 року, у Велику середу, і був похований у монастирі Камаріотисса в Халках. Кажуть, що він був отруєний Лукарісом, що багато хто стверджує, але ніколи не було доведено.

## Реферали
1. 1 2 3 4  Μανουήλ Γεδεών.
2. ↑  Βαρβούνης, Μ.Γ. (2006). Το Οικουμενικό Πατριαρχείο. Αθήνα: Εκδόσεις Χελάνδιον. с. 23. OCLC ISBN 960-87087-5-3. {{cite book}}: Перевірте значення |oclc= (довідка)
3. ↑  Πανώτης, 2008.
4. ↑  Runciman, 2010.
5. ↑  Σιδηράς, Ιωάννης. Παναγία Καμμαριώτισσα. Φως Φαναρίου. Процитовано 15 Απριλίου 2021.